# Jerzy Baryłka
Jerzy Baryłka (ur. 13 marca 1943 w Ławeczko Nowe) – pułkownik Wojska Polskiego, inżynier budownictwa lądowego, doktor nauk technicznych, wieloletni wykładowca, Wojskowej Akademii Technicznej w Warszawie na Wydziale Inżynierii Lądowej i Geodezji na studiach inżynierskich i magisterskich – dziennych, wieczorowych i zaocznych w zakresie budownictwa wojskowego, budownictwa dróg i mostów, geodezji wojskowej i inżynierii wojskowej. Współautor kilkudziesięciu projektów technologicznych w zakresie rozwiązań architektonicznych obiektów ośrodków przetwarzania informacji dla potrzeb przemysłu motoryzacyjnego w Polsce oraz dowództw okręgów i rodzajów sił zbrojnych RP. Twórca departametnu specjalistycznego nadzoru budowlanego ds. obronności i bezpieczeństwa państwa w Głównym Urzędzie Nadzoru Budowlanego. Autor i współautor kilkudziesięciu projektów architektoniczno-budowlanych obiektów budowlanych budownictwa wojskowego. Współautor licznych ekspertyz i ocen stanu technicznego obiektów budowlanych.

## Życiorys i działalność zawodowa
W 1968 roku ukończył studia magisterskie na Wydziale Inżynierii Lądowej i Geodezji Wojskowej Akademii Technicznej w Warszawie im. Jarosława Dąbrowskiego uzyskując tytuł mgr inż. budownictwa lądowego. W 1971 roku ukończył Dwuletnie Studium Podyplomowe na Wydziale Architektury Politechniki Warszawskiej w zakresie planowania przestrzennego. Pracę doktorską nt. Modelowe struktury planowania przestrzennego z uwzględnieniem elementów obronności” (promotor doc. dr hab. inż. J. M. Łobocki, recenzenci: prof. dr hab. inż. Stanisław Piasecki, prof. dr hab. inż. Bolesław Malisz, gen bryg. dr nw. Zdzisław Bobecki) obronił w 1972 r. uzyskując tytuł doktora nauk technicznych.
Posiada uprawnienia budowlane wykonawcze i projektowe bez ograniczeń w specjalności konstrukcyjno-budowlanej, uprawnienia budowlane w specjalności architektonicznej w ograniczonym zakresie oraz kwalifikacje pedagogiczne pracowników naukowo-dydaktycznych.
W latach 1968–2006 pracował najpierw jako asystent, dalej jako st. asystent, wykładowca, st. wykładowca, adiunkt n-d na Wydział Inżynierii Lądowej i Geodezji Wojskowej Akademii Technicznej im. Jarosława Dąbrowskiego wykładając oraz kierując i recenzując prace dyplomowe inżynierskie i magisterskie. Prowadził także zajęcia na studiach podyplomowych w zakresie: ochrony środowiska, zarządzania nieruchomościami oraz pośrednictwa w zakresie obrotu nieruchomościami.. Zajęcia dydaktyczne z gospodarki przestrzennej prowadził w Prywatnej Wyższej Szkole Administracji, Businessu i Technik Komputerowych.
W Oddziałach Mazowieckiej Izby Inżynierów Budownictwa w latach 2008–2010 prowadził liczne szkolenia dla inżynierów budownictwa.
W latach 1988–1998 był Szefem Okręgowej Wojskowej Inspekcji Architektoniczno-Budowlanej Warszawskiego Okręgu Wojskowego, gdzie pełnił nadzór architektoniczno-budowlany nad budownictwem zlokalizowanym na terenach Ministerstwa Obrony Narodowej oraz brał udział w ocenie i uzgadnianiu miejscowych planów zagospodarowania przestrzennego w ramach Komisji ds. Planowania Przestrzennego powołanej przez dowódcę Warszawskiego Okręgu Wojskowego.
Od 1997 roku zatrudniony w Głównym Urzędzie Nadzoru Budowlanego, gdzie kolejno pełnił następujące funkcje:
1997-1999 Dyrektor Departamentu Specjalistycznego Nadzoru Budowlanego w Dziedzinie Obronności i Bezpieczeństwa Państwa
1999 -2001 Dyrektor Departamentu Nadzoru nad Budownictwem Obronnym
2001-2004 Ekspert Nadzoru Budowlanego w Departamencie do spraw Budownictwa na Terenach Zamkniętych
2004-2006 p.o. Dyrektora Departamentu Wyrobów Budowlanych
2008-2009 Zastępca Dyrektora Departamentu Prawno-Organizacyjnego
Od 2009 do 2013 roku był Radcą Głównego Inspektora Nadzoru Budowlanego
Od 2019 roku Pełnomocnik dyrektora Instytutu Inżynierii Budowlanych Obiektów Antropogenicznych ds. współpracy z przemysłem i rekomendacji technicznych na stanowisku prof. IBOA

## Odznaczenia i wyróżnienia
- Złoty i Srebrny Krzyż Zasługi
- Złoty Medal Prezydenta RP za długoletnią służbę
- Złoty, Srebrny i Brązowy Medal Sił Zbrojnych w Służbie Ojczyzny
- Złoty i Srebrny Medal za Zasługi dla Obronności Kraju – Minister Obrony Narodowej
- Odznaka honorowa Za zasługi dla budownictwa – Minister Infrastruktury i Budownictwa
- Srebrna Odznaka Honorowa Naczelnej Organizacji Technicznej
- Odznaka za zasługi dla Studenckiego Ruchu Naukowego
- Złota Odznaka Rady Młodzieżowej

## Publikacje
Na przestrzeni lat 1971–2016 napisał łącznie 191 publikacji z zakresu budownictwa cywilnego i wojskowego, planowania przestrzennego, architektury i bezpieczeństwa budowlanego. Jest także współautorem książki pt. „Funkcje techniczne w budownictwie” Jest również autorem i współautorem wielu artykułów i referatów technicznych nt. utrzymania obiektów budowlanych oraz inżynierii bezpieczeństwa obiektów budowlanych – publikowanych w czasopismach naukowo–technicznych oraz prezentowanych na seminariach i konferencjach naukowo-technicznych.